# Somehulitk
Somehulitk, jedno od plemena Bella Bella Indijanaca sjeverno od Oweekeno Lake, na rijeci Sheemahant (Edward S. Curtis) u kanadskoj provinciji Britanska Kolumbija. Swanton kaže da su govorili dijalektom jezika heiltsuk. Prema Curtisu oni već tada žive s Wikeno Indijancima, srodnim plemenom koje je također govorilo heiltsuk, pa su vjerojatno s njima i izgubili identitet. Ime je označavalo i jedno od njihovih klanova.

## Vanjske poveznice
- The Kwakiutl  Arhivirana inačica izvorne stranice od 5. ožujka 2016. (Wayback Machine)
- Bellabella Indians of Canada